# シャルル・ド・ラ・セルダ
シャルル・ド・ラ・セルダ（フランス語：Charles de la Cerda, 1327年 - 1354年1月8日）またはシャルル・デスパーニュ（Charles d'Espagne）は、フランコ・カスティーリャ貴族で軍人。アルフォンソ2世・デ・ラ・セルダ（1327年没）とイザベル・ダントアンの息子で、アルフォンソ1世・デ・ラ・セルダ（1270年 - 1333年）の孫。フランス王ジャン2世の遠縁にあたる。

## 生涯
シャルルはジャン2世がノルマンディー公であったときの少年時代の仲間でお気に入りであり、ウィンチェルシーの海戦でカスティーリャのガレー船を指揮し、長い決死の争いの末、イングランド王エドワード3世に敗北した。ジャン2世がフランス王位を継承してまもなく、シャルルはウー伯ラウール2世の処刑により空席であったフランス軍総司令官に任命され、新たにアングレーム伯とされた。1349年にナバラ女王フアナ2世の死後空席であったアングレーム伯位は、その息子カルロス2世が継承権を主張していたが、カルロス2世はシャルルがアングレーム伯となったことに激しく憤った。1351年、シャルルはブルターニュ公シャルル・ド・シャティヨンの娘マルグリットと結婚した。
1354年、ナバラ王カルロス2世とその一味は、レーグルの宿屋でシャルルを襲い、殺害した。この暗殺により、フランス国内は不安定な状態が続き、1364年にシャルル5世が即位したときにようやく解決した。